# Нефелин
Нефелинът (нефелит) е скалообразуващ минерал от едноименната група в клас алумосиликати. Представлява калиево-натриев алумосиликат на силициевата киселина. Наименованието му произлиза от гръцката дума „нефели“ (νεφέλη), означаваща облак. Дадено му е, тъй като потъмнява при потапяне в киселина. Остаряло название е елеолит, получено поради мастния му блясък (маслен камък). Друг синоним на името е нефелит.

## Химичен състав
Химичната формула на нефелина е KNa3(AlSiO4)4, а емпиричната – Na0,75K0,25Al(SiO4). Съдържа 5 – 6% К2О, около 16% Na2О, около 33% Al2O3 и приблизително 44% SiO2. Като примеси се срещат известно количество СаО, MgO, BaO и други. Съотношението на химичните елементи в състава му е калий – 6,69%, натрий – 11,80 %, алуминий – 18,47%, силиций – 19,23%, кислород – 43,81%.
Лесно се разтвря в сярна и солна киселина, като отделя SiO2.

## Морфология
Нефелинът е вулканичен минерал, характерен за магмени скали, богати на алкални елементи, особено натрий, и бедни на SiO2. Среща се и в пегматитови жили, генетично свързани с дълбочинни алкални вулканични скали. Той е главната съставна част на нефелиновите сиенити и техните вулканични аналози фонолитите. Образуването му в повечето случаи се дължи на асимилацията на карбонатни скали от базична магма. Значителна роля за този процес, наричан нефелинизация, играят някои летливи вещества като СО2, Н2О, F и други.
Кристалите на нефелина обикновено са късопризматични и доста по-рядко – с пирамидални стени. Среща се обикновено като зърнести или масивни агрегати – твърди, плътни, зърнести маси, като включвания в скали и като дребни, шестоъгълни, призматични или пластинчести кристали в кухините на лавата. Рядко е под формата на малки кристали в порите на вулканични бомби.

## Структура
Кристалната структура на нефелина е хексагонално-пирамидална. Отговаря на деформиран тетрадимитов тип, в големите празнини на който са включени алкалните катиони. Заместването на силициевите атоми от алуминиеви обуславя полярния характер на кристалите, а завъртането на силициевите и алуминий-кислородните тетраедри изменя структурата така, че тя остава без плоскости на симетрия.

## Физически характеристики
- Цвят – безцветен или бял. Може да бъде оцветен от примеси в жълтеникаво, червеникаво-кафяво, керемидено червено, сиво.[1][3]
- Цвят на чертата – бял[2]
- Прозрачност – прозрачен, полупрозрачен до непрозрачен[2]
- Блясък – стъклен[2]
- Твърдост по скалата на Моос – 5,5 – 6[1]
- Относително тегло – 2,66 g/c[2]
- Плътност – 2,55 – 2,65, средно 2,59[2]
- Молекулно тегло – 146,08[2]
- Цепителност – несъвършена по (1010) и (0001)[1]
- Лом – мидест. При по-крехките скали се характеризира с полуизвити повърхности.[2]
- Крехкост – крехък[4]

## Оптични свойства
- Тип – едноосен кристал[2]
- Оптически релеф – нисък[4]
- Показател на пречупване – nω = 1,529 – 1,546 nε = 1,526 – 1,542[4]
- Максимално двойно лъчепречупване – δ = 0,003 – 0,004[4]
- Луминесценция – няма[2]
- Флуоресценция – няма[2]
- Радиоактивност (Grapi) – 95,15[4]

## Кристалографски свойства
- Кристална структура – хексагонално-пирамидална[2]
- Пространствена група – P 63[2]
- Сингония – хексагонална[3]
- Параметри на клетката – a = 10,01 Å, c = 8,41 Å, Z = 2[1]
- Обем на елементарната клетка – V = 729,35 Å[2]
- Фермионов индекс – 0,0091968132[2]

## Други характеристики
- Клас – Алумосиликати[1]
- Група – Нефелинова[1]
- IMA статус – действителен, описан преди 1959 година[2]
- Свързани минерали – алкални фелдшпати (албит и други), биотит, илменит, апатит[3]
- Типични примеси – Mg, Ca, H2O[4]
- Година на откриване – 1800[2]
- Произход на името – от гръцкото „нефели“ (νεφέλη), означаващо облак.[1]
- Особености:

 – На повърхността бързо ерозира и става матов. Поради бързото му изветряне в някои скали често се появяват дълбоки вдлъбнатини между другите минерали.
 – Може да бъде объркан с фелдшпат или кварц. От фелдшпата се отличава по слабата си цепителност, а от кварца – по разтворимостта си в сярна и солна киселина.

## Употреба
Нефелинът е руда, използвана за получаване на алуминий. Използва се като тор в земеделието, като суровина в производството на стъкло, в керамичната промишленост, като абразивен материал за получаване на изкуствен корунд, в циментовата промишленост, за получаване на сода и силикагел и други. Отпадъците от преработване на нефелиновата руда се използват за изливане на изкуствени камъни за строителството.

## Находища
Известни находища на нефелин се намират в:
- Швеция – Алньо и Фен[1]
- Германия – платото Айфел, планината Оденвалд, край град Лебау в Саксония[4]
- Италия – регион Лацио край Рим и Валерано, а прозрачни кристали с размери до 5 mm се срещат във вулканичните скали при Везувий[3][4]
- Румъния – Дитро[1]
- Норвегия[1]
- Гренландия[3]
- Украйна – Южен Донбас, Приазовието[4]
- Русия – Най-голямото находище се намира при Кия-Шалтирское, близо до град Ачинск, Красноярски край. Богати находища има още на Колския полуостров и в Илменските планини.[3][4]
- САЩ – Арканзас[1]
- Афганистан – мините Ляджур Медам и район Сар-е-Санг[4]
- Танзания – вулканът Ол Дойньо Ленгай[4]
- Кения[1]
- Мароко – Аули – кристали до 1 – 2 cm, Атласките планини[4]
- Канада – Квебек, Онтарио – кристали с размери над 10 cm. Тук е намерен един от най-големите нефелинови кристали с дължина около 60 cm.[4]